# Erdbeben in Marokko 2023
Am 8. September 2023 um 23:11 Uhr Ortszeit ereignete sich ein Erdbeben in Marokko;  es hatte eine Magnitude von 6,8 Mw. Das Epizentrum des Bebens lag 74 Kilometer südwestlich von Marrakesch. Bei dem stärksten Beben in der Region seit über 100 Jahren kamen 2960 Menschen ums Leben.

## Tektonisches Umfeld
Nordmarokko liegt in der Nähe der Grenze zwischen der Afrikanischen und der Eurasischen Platte, der Azoren-Gibraltar-Bruchzone. Diese Transformzone geht an ihrem östlichen Ende in eine transpressive Zone über, in der sich große Überschiebungsbrüche bilden. Östlich der Straße von Gibraltar, im Alborán-Meer, geht die Grenze in einen Kollisionstyp über. Der größte Teil der Seismizität in Marokko hängt mit der Bewegung an dieser Plattengrenze zusammen, wobei die größte seismische Gefahr im Norden des Landes in der Nähe der Grenze besteht. Die Konvergenzrate, also die Geschwindigkeit, mit der sich die beiden Platten aufeinander zu bewegen, ist mit 4 Millimeter pro Jahr relativ gering. Die damit verbundene Kompression der Erdkruste wird von einem ausgedehnten Gebiet aufgenommen, das im Süden bis zum Atlasgebirge reicht. Der Hohe Atlas ist von ost-westlich und nordost-südwestlich verlaufenden Blattverschiebungen und Überschiebungen durchzogen. Wegen der langsamen Konvergenz treten große Erdbeben in der Region relativ selten auf.
Im Jahr 2004 wurde Al Hoceïma von einem Erdbeben der Stärke 6,4 Mw heimgesucht, bei dem 628 Menschen starben und 926 verletzt wurden. Bei einem Erdbeben der Stärke 7,3, das 1980 das benachbarte Algerien erschütterte, kamen 2500 Menschen ums Leben. Noch verheerender war das Erdbeben von Agadir 1960, bei dem bis zu 15.000 Menschen ums Leben kamen.

## Erdbeben

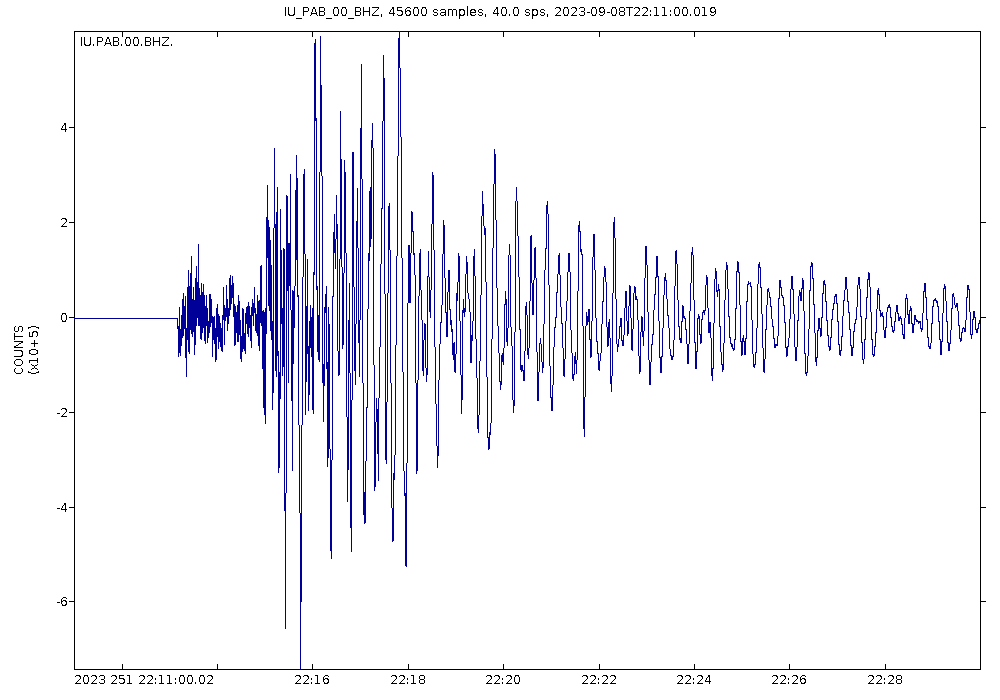
Seismogramm

Laut der US-amerikanischen Erdbebenwarte des United States Geological Survey (USGS) ereignete sich das Beben innerhalb der Afrikanischen Platte, etwa 550 Kilometer entfernt von der Plattengrenze zur Eurasischen Platte. Der Bebenherd lag an einer Verwerfung im Hohen Atlas in einer Herdtiefe von 19 Kilometern. Die geschätzte Größe der Bruchzone beträgt 30 km × 20 km. Nach Angaben des marokkanischen Nationalen Instituts für Geophysik lag das Epizentrum des Bebens in der Provinz Al Haouz,
72 Kilometer südwestlich von Marrakesch. Der Herdvorgang des Erdbebens hatte Aspekte einer Aufschiebung und einer Blattverschiebung. Mittels InSAR gewonnene Daten legen nahe, dass sich der Bruchvorgang an der nach dem Gebirgspass Tizi n’Test benannten, SW-NO-streichenden Tizi-n’Test-Verwerfung ereignete und sich nicht bis zur Erdoberfläche erstreckte. Seit 1900 hat es im Umkreis von 500 Kilometern um das Epizentrum des Hauptbebens nur neun Beben mit einer Magnitude von mindestens 5,0 gegeben; keines davon hatte eine Magnitude von 6,0 oder höher.
Das Erdbeben war das stärkste, das in der modernen Geschichte Marokkos instrumentell aufgezeichnet wurde, und wird nur von den oberen Schätzungen des Erdbebens von Meknes aus dem Jahr 1755 mit einer Stärke von 6,5–7,0 übertroffen.
Nach Angaben des Europäisch-Mediterranen Seismologischen Zentrums war das Erdbeben auch in Portugal, Spanien, Mauretanien, Algerien und der Westsahara zu spüren.
Die Dauer des Hauptschocks betrug mehrere Sekunden.
Ein Nachbeben der Stärke 4,9 mb ereignete sich 19 Minuten nach dem Hauptbeben. In den ersten 80 Stunden nach dem Hauptbeben wurden mehr als 85 Nachbeben registriert, bis auf eines alle mit einer Magnitude unter 4,0.
Nach übereinstimmenden Berichten kam es vor dem Ereignis zu Erdbebenlichtern.

## Opfer und Schäden
Nach vorläufigen offiziellen Angaben, die am Abend des 11. September 2023 vom marokkanischen Innenministerium bekanntgegeben wurden, kamen bei dem Erdbeben mehr als 2900 Menschen ums Leben. Bedeutende Zahlen von Todesopfern wurden vor allem aus den Provinzen Al Haouz und Taroudant gemeldet. Weitere Todesfälle wurden aus den Provinzen Chichaoua, Ouarzazate, Marrakesch und Azilal gemeldet. Mehr als 2500 Menschen wurden in Marokko durch das Erdbeben verletzt. Laut UNICEF sind etwa 100.000 Kinder von der Katastrophe betroffen.
Laut Augenzeugenberichten stürzten zahlreiche Gebäude in der Altstadt von Marrakesch sowie Teile der Stadtmauern ein. Viele Gebäude in der Stadt wurden evakuiert; die Bewohner flohen aus ihren Häusern und auf die Straßen. Auf dem zentralen Marktplatz Djemaa el Fna stürzten ein Minarett der Kharboush-Moschee und Teile ihrer Mauern ein und zerquetschten darunter stehende Fahrzeuge. Mehrere alte Gebäude in der Medina von Marrakesch, die zum UNESCO-Weltkulturerbe gehört, stürzten ebenfalls ein. Die wichtigsten Baudenkmäler der Stadt hielten nach erstem Augenschein dem Beben indessen stand. Berichten zufolge war der Internetzugang aufgrund von Stromausfällen unterbrochen. Nach Berichten der marokkanischen Presse wurde die im 12. Jahrhundert von den Almohaden errichtete Moschee von Tinmal, die knapp 20 km südöstlich des Epizentrums liegt, großenteils zerstört. Laut UNICEF sind tausende Häuser durch das Erdbeben zerstört worden.
Das Innenministerium teilte mit, dass die meisten Schäden außerhalb von Städten und Ortschaften entstanden seien. Der öffentliche Fernsehsender Al Aoula meldete den Einsturz zahlreicher Gebäude in der Nähe des Epizentrums im Hohen Atlas. Dabei, so meldeten andere Medien, seien auch Bewohner unter Trümmern eingeschlossen worden. Die Stromversorgung brach in einigen Gebieten zusammen, und Straßen wurden durch Schäden, herumliegende Trümmer und Verkehrsstaus unpassierbar, was Rettungsaktionen beeinträchtigte.
Das Beben war auch in Rabat, Casablanca und Essaouira zu spüren, wo Berichten zufolge Fassadenteile herunterfielen und viele Bewohner aus Angst danach im Freien schliefen.
Laut der Weltgesundheitsorganisation hatte das Beben Auswirkungen auf das Leben von mehr als 300.000 Menschen.

## Nachwirkungen und Maßnahmen
In Marrakesch beseitigten die Menschen die Trümmer von Hand, während sie auf die Ankunft von Geräten warteten. Viele Einwohner blieben aus Angst vor Nachbeben im Freien. In den sozialen Medien wurde gezeigt, wie Menschen ein Einkaufszentrum, Restaurants und Wohnhäuser evakuierten. Auch in der Hauptstadt Rabat – 350 km nördlich des Epizentrums – und in der Küstenstadt Imsouane verließen die Bewohner ihre Häuser. Aus ländlichen Gebieten wurde von Mangel an Notunterkünften, Nahrung und Trinkwasser berichtet.
Der Generalsekretär der Generaldirektion für Innere Angelegenheiten sagte, dass Beamte, darunter auch Sicherheitsteams, Ressourcen für die Bereitstellung von Hilfsgütern und die Bewertung der Schäden zusammenstellten. Die Zahl der Verletzten, die in die Krankenhäuser von Marrakesch eingeliefert wurden, stieg stark an. An die Einwohner der Stadt wurde ein Aufruf zur Blutspende gerichtet.
König Mohammed VI. reagierte über 24 Stunden lang nicht öffentlich auf die Katastrophe. Wie sich herausstellte, hatte er sich offenbar ab 1. September in Frankreich zur Behandlung einer Immunerkrankung aufgehalten. Erst knapp 48 Stunden nach dem Erdbeben ließ Mohammed Hilfe aus vier Ländern zu: Spanien,  dem Vereinigten Königreich, den Vereinigten Arabischen Emiraten und Katar. Insgesamt hatten über 60 Staaten, einschließlich Deutschland, Hilfe angeboten, die aber vom König abgelehnt wurde.

Erdbebenfolgen in Marrakesch und Moulay Brahim
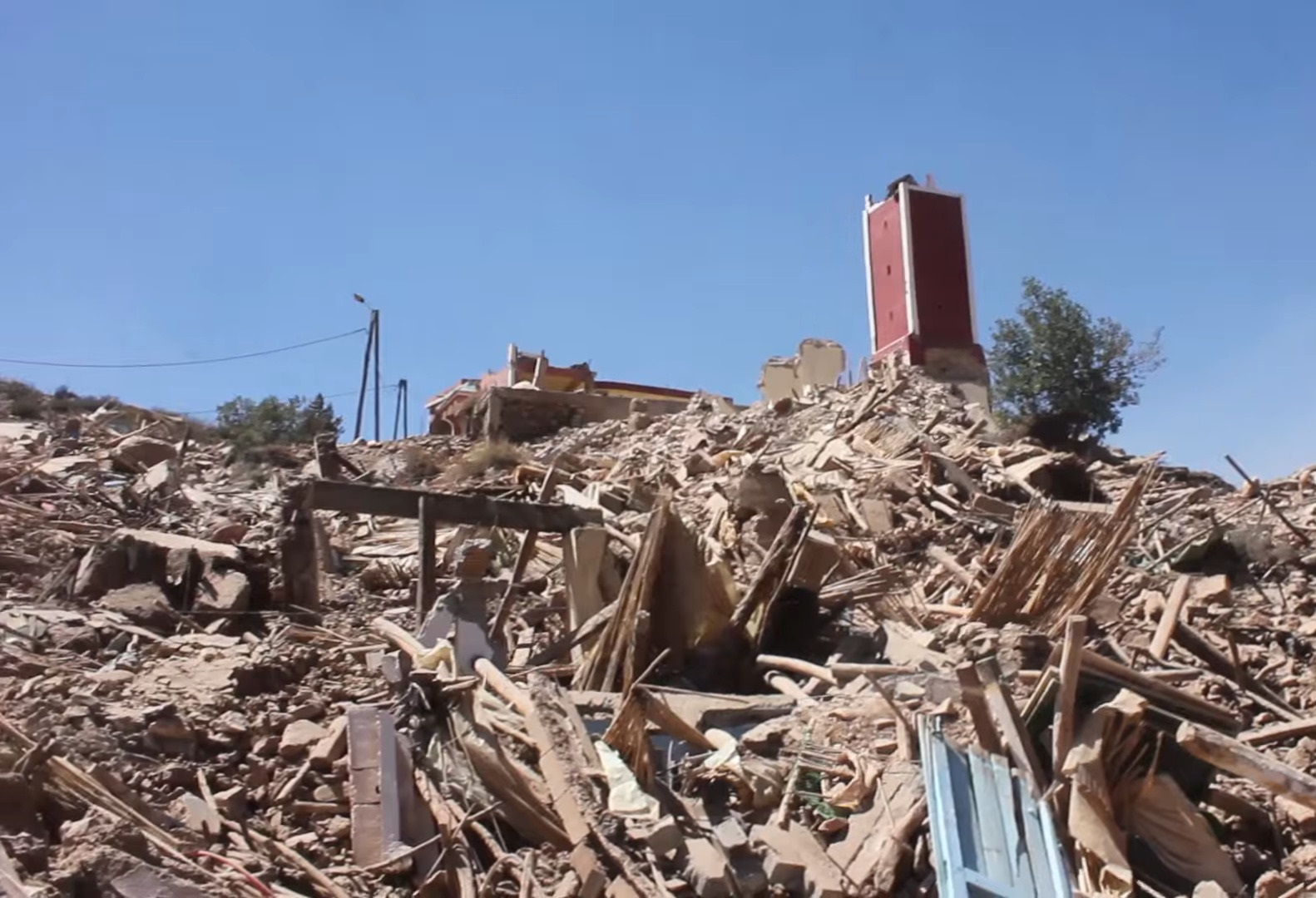
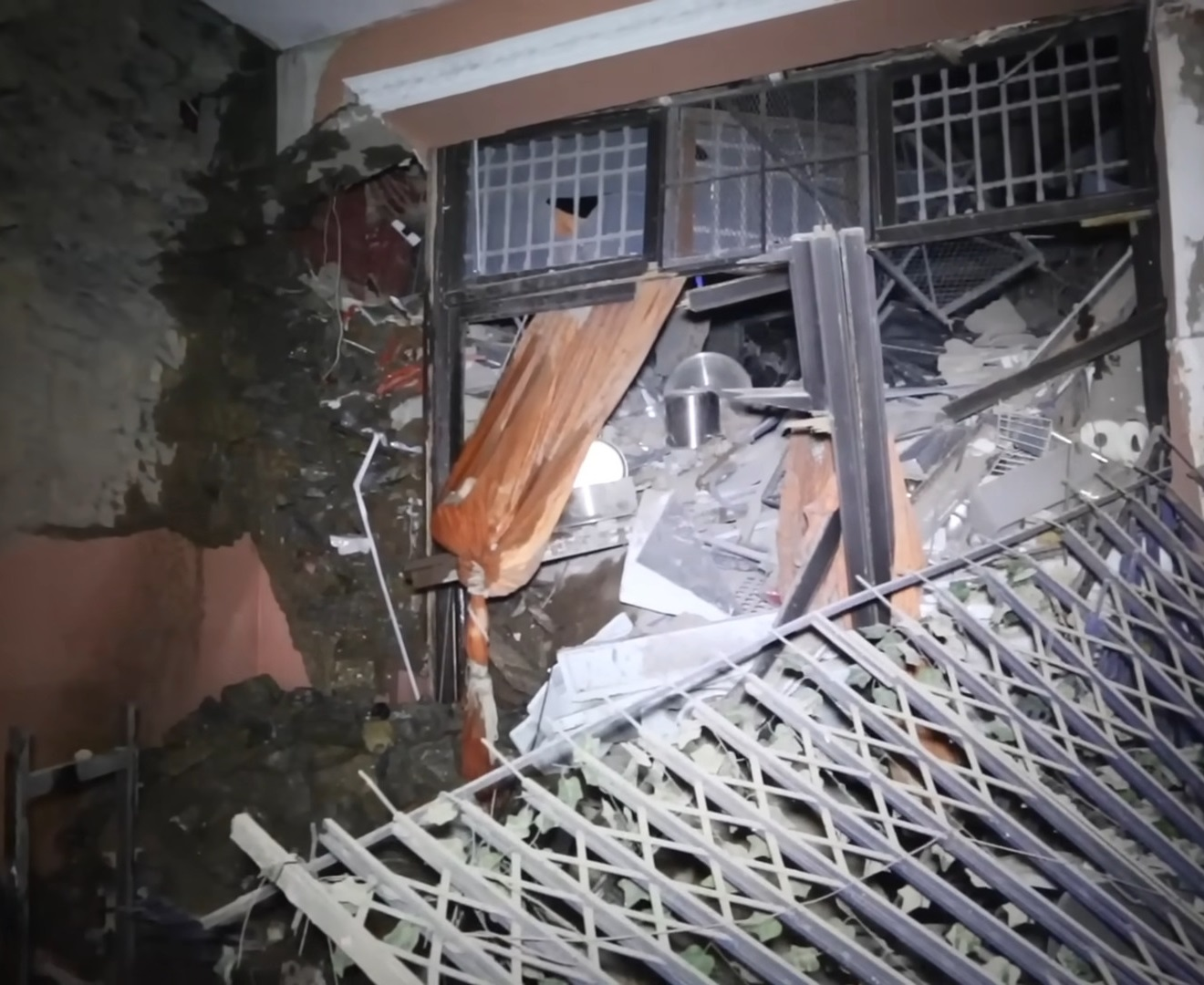
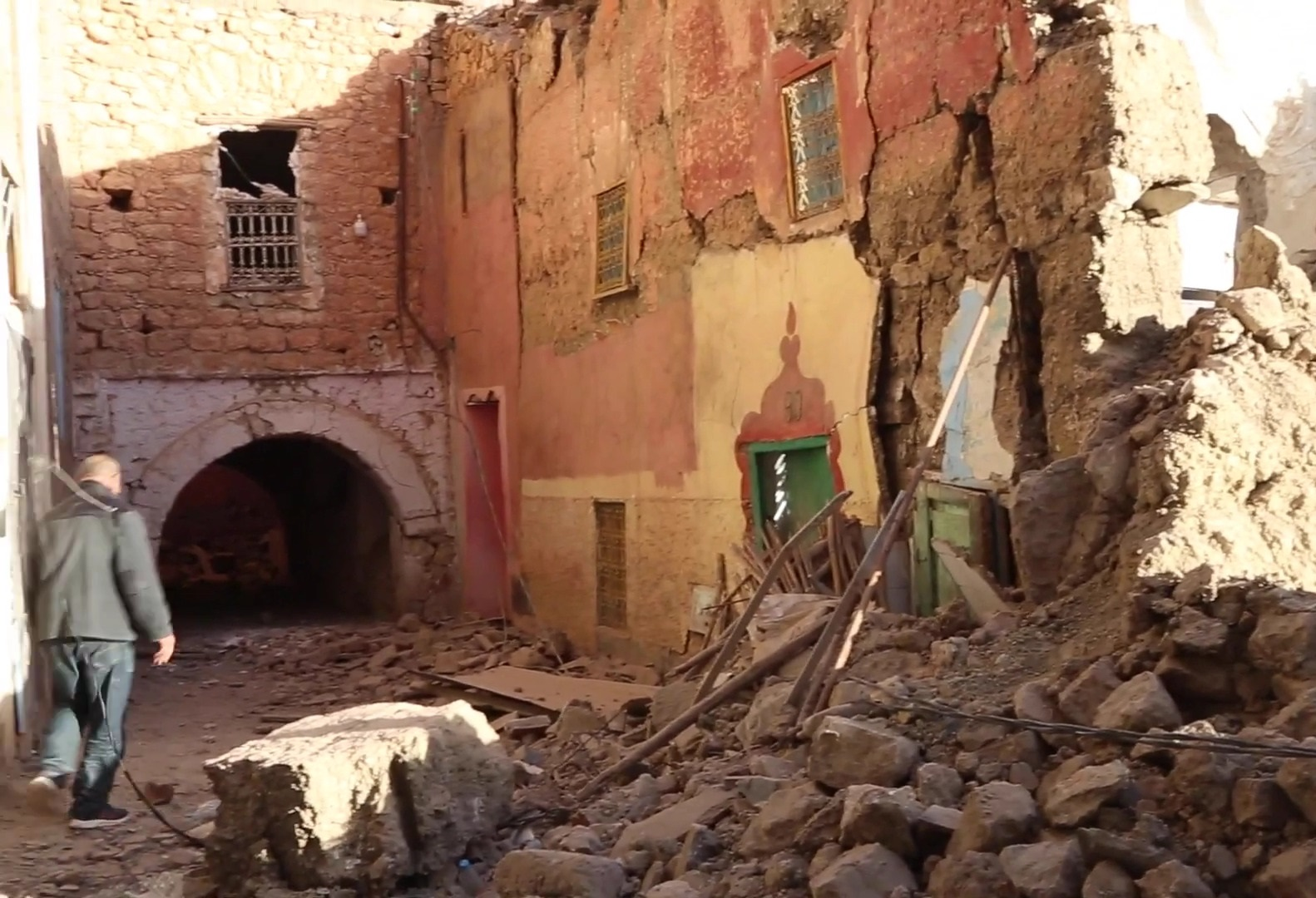
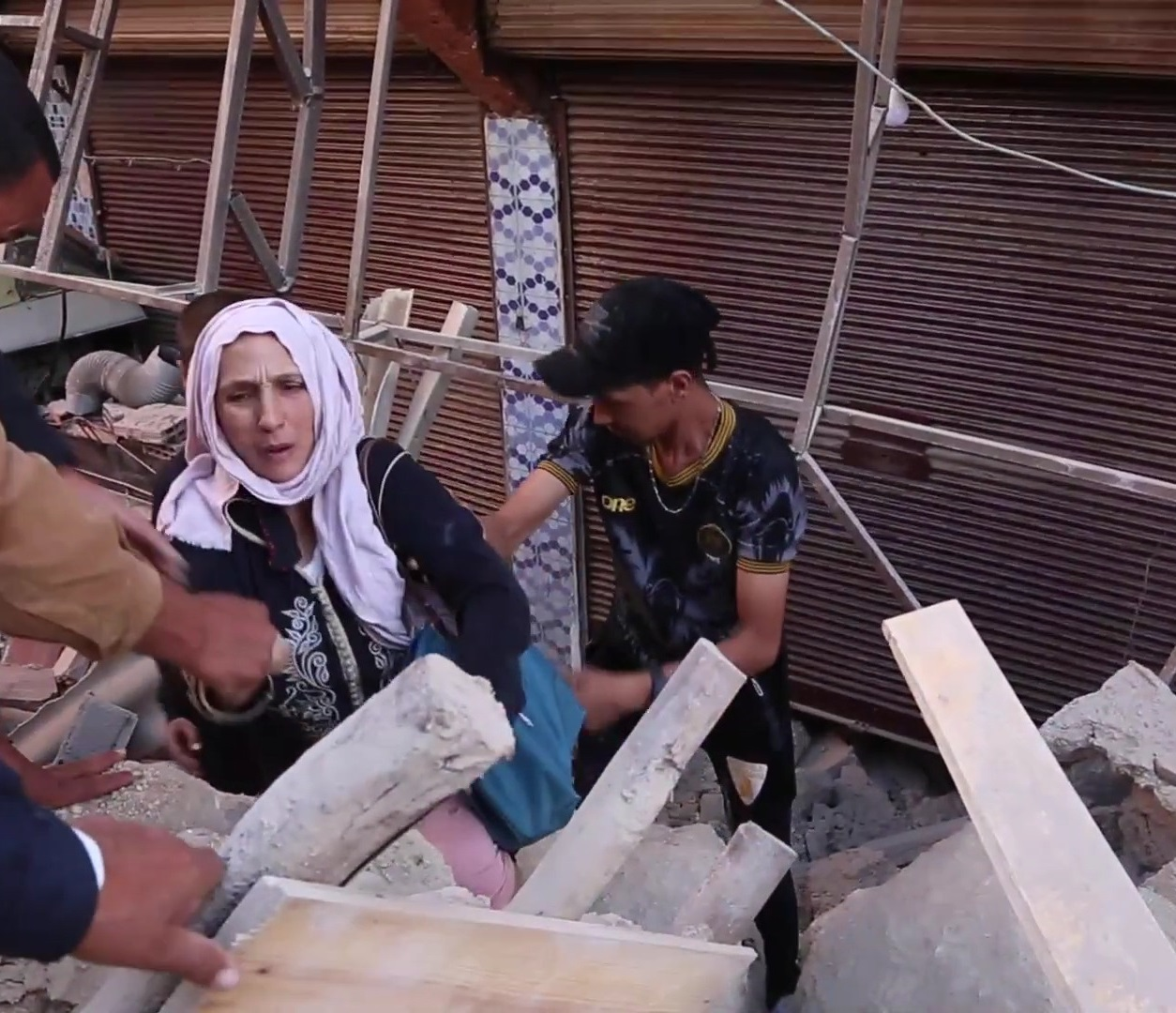
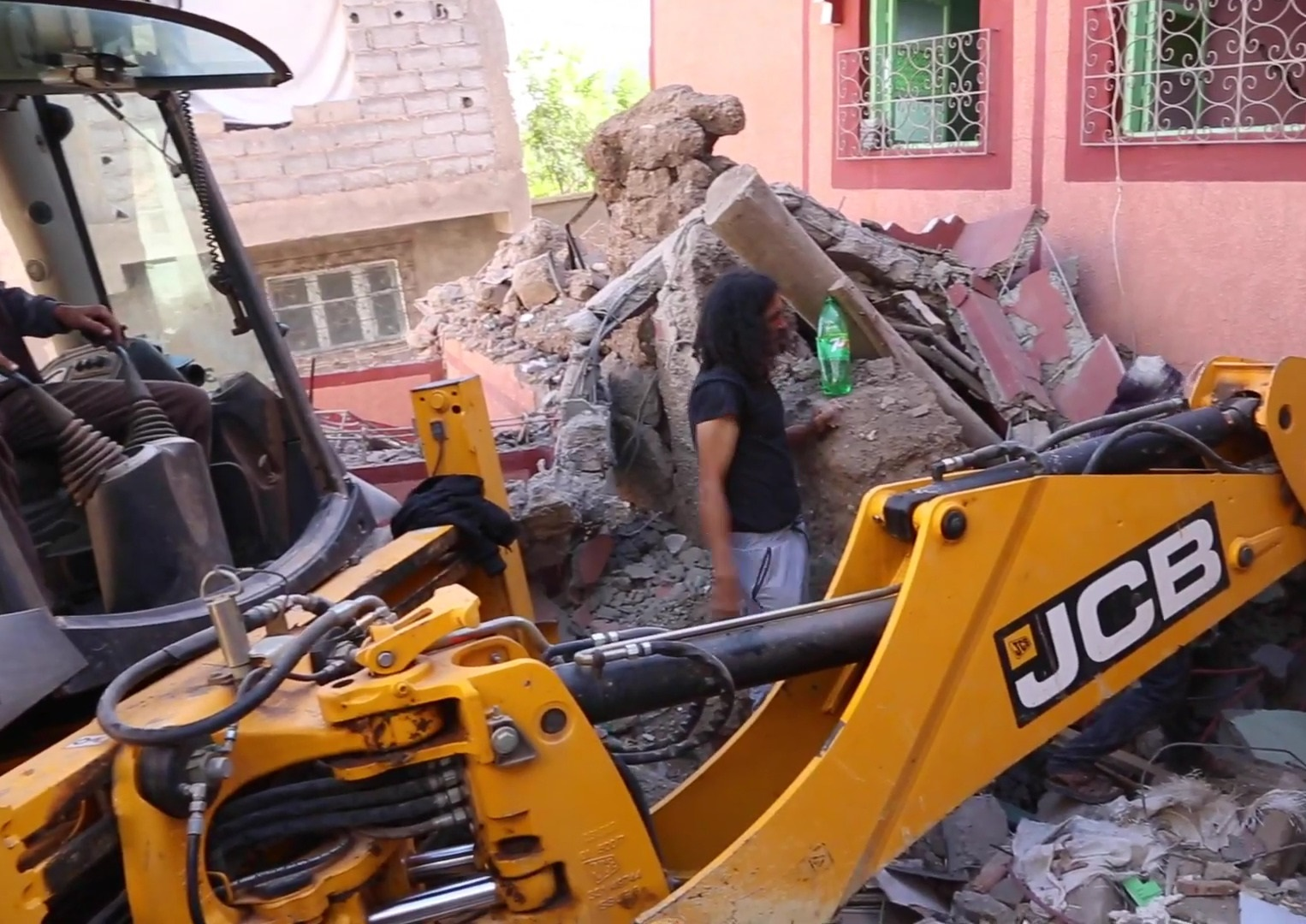
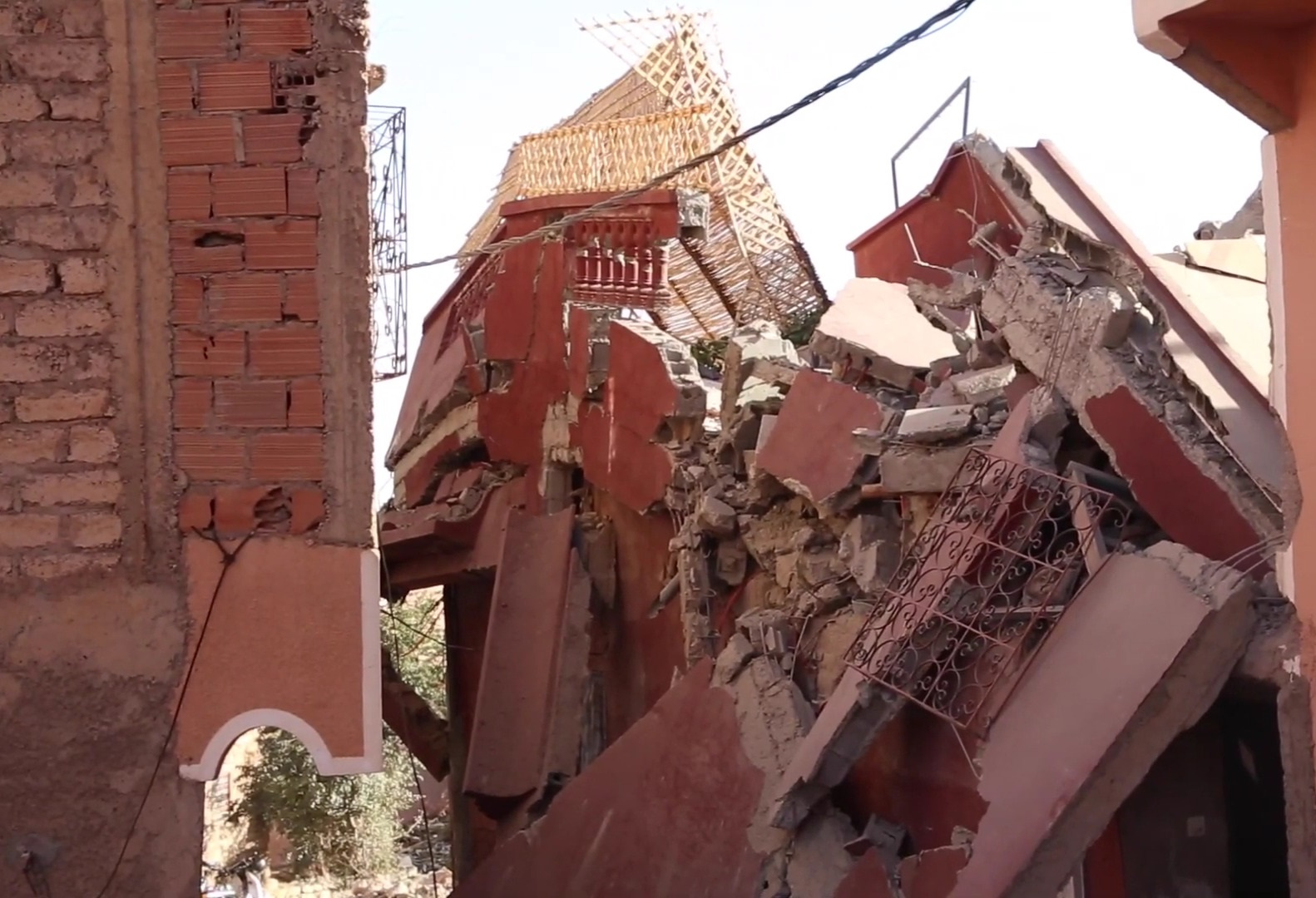